# Ivar Nyberg
Ivar Gustaf Julius Nyberg, född den 25 december 1855 i Vänersborg, död den 4 november 1925 i Leksand, var en svensk målare.

## Biografi
Ivar Nyberg studerade i Stockholm vid Konstakademien (1878–1881) och för Edvard Perséus. Därefter fortsatte utbildningen vid École des beaux-arts i Paris (1881–1883). Han började med figurmålningar i olja: Gumma från Grez-sur-Loing (1883, Göteborgs konstmuseum), En tecknare (Vicke Andrén vid sitt arbete, 1884, Nationalmuseum), Byskräddare (1886), målade sedan i pastell En hemlighet (figurer i lampsken, 1890, Nationalmuseum), Nya melodier, I tankar med flera, återvände sedan till oljemåleriet och utförde förtjänstfulla små figurmotiv från Dalarna, bland andra De båda Miorna (1901), Kulla vid slända (1902, Göteborgs konstmuseum), samt porträtt, bland vilka professor August Malmström (1895, Konstakademien), Konstnärens moder (1900), överste Victor Balck (samma år), major Adolf W. Edelsvärd (1901, Konstakademien). Nyberg blev 1891 medlem av Fria konsternas akademi. Han är representerad vid bland annat Vänersborgs museum och Norrköpings konstmuseum.

## Galleri

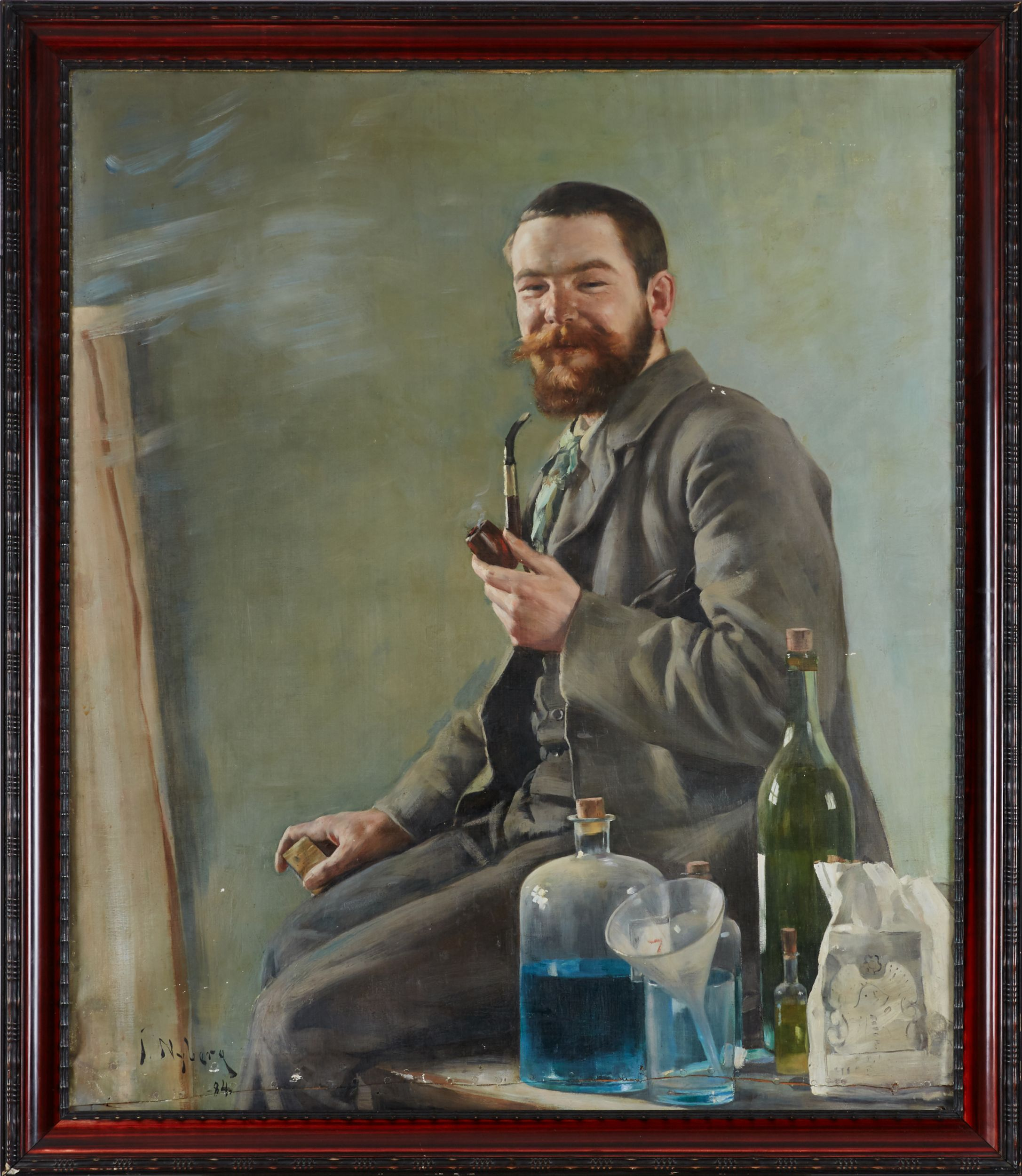
Konstnären Axel Tallberg målad av Ivar Nyberg 1884.